# جيمس دبليو. نيومان
جيمس دبليو. نيومان (بالإنجليزية: James W. Newman)‏ هو صحفي وسياسي أمريكي، ولد في 12 مارس 1841 في مقاطعة هايلاند في الولايات المتحدة، وتوفي في 1901 في بورتسموث في الولايات المتحدة. حزبياً، نشط في الحزب الديمقراطي. وقد انتخب عضو مجلس نواب أوهايو.